# Alphitophagus bifasciatus
Alphitophagus bifasciatus (лат.) — вид жуков-чернотелок. 

## Описание
Длина тела взрослых насекомых (имаго)-2,2—2,7 мм. Тело ржаво-бурое. Темя, основание надкрылий и две перевязи на надкрыльях чёрные. Развитие происходит под корой гнилых деревьев, в древесных грибах или в прелом зерне. Обитают в Европе (Австрия, Чехия, Германия, Венгрия, Польша, Словакия, Швеция).